# Championnat d'Europe de Formule 2 1969
Navigation
1968 1970
Le championnat d'Europe de Formule 2 1969 a été remporté par le Français Johnny Servoz-Gavin, sur une Matra-Cosworth de l'écurie Matra International.

## Règlement sportif
- L'attribution des points s'effectue selon le barème 9,6,4,3,2,1 (comme en Formule 1 à la même période).
- Les pilotes de grade "A" ne peuvent pas inscrire de points. Le grade "A" est attribué aux pilotes ayant déjà fait leurs preuves dans le championnat du monde de Formule 1 ou celui d'Endurance.

## Engagés
| Écurie                              | Constructeur   | Chassis    | Moteur                   | Pilote               | Manches     |
| ----------------------------------- | -------------- | ---------- | ------------------------ | -------------------- | ----------- |
| Roy Winkelmann Racing               | Lotus-Ford     | 59B 59     | Ford Cosworth FVA 1.6 L4 | Graham Hill          | 1, 3, 5-6   |
| Roy Winkelmann Racing               | Lotus-Ford     | 59B 59     | Ford Cosworth FVA 1.6 L4 | Jochen Rindt         | 1, 3, 5, 7  |
| Roy Winkelmann Racing               | Lotus-Ford     | 59B 59     | Ford Cosworth FVA 1.6 L4 | Roy Pike             | 2           |
| Roy Winkelmann Racing               | Lotus-Ford     | 59B 59     | Ford Cosworth FVA 1.6 L4 | Alan Rollinson       | 2, 4        |
| Roy Winkelmann Racing               | Lotus-Ford     | 59B 59     | Ford Cosworth FVA 1.6 L4 | John Miles           | 4, 6-7      |
| Roy Winkelmann Racing               | Lotus-Ford     | 59B 59     | Ford Cosworth FVA 1.6 L4 | Andrea De Adamich    | 7           |
| Team Ireland                        | Lotus-Ford     | 48         | Ford Cosworth FVA 1.6 L4 | John Pollock         | 1, 7        |
| Team Ireland                        | Lotus-Ford     | 48         | Ford Cosworth FVA 1.6 L4 | John Watson          | 1           |
| Team Ireland                        | Lotus-Ford     | 48         | Ford Cosworth FVA 1.6 L4 | John L'Amie          | 7           |
| Matra International                 | Matra-Ford     | MS7        | Ford Cosworth FVA 1.6 L4 | Jackie Stewart       | 1, 3-5      |
| Matra International                 | Matra-Ford     | MS7        | Ford Cosworth FVA 1.6 L4 | Johnny Servoz-Gavin  | 1-4, 6-7    |
| Matra International                 | Matra-Ford     | MS7        | Ford Cosworth FVA 1.6 L4 | Jean-Pierre Beltoise | 3           |
| Matra International                 | Matra-Ford     | MS7        | Ford Cosworth FVA 1.6 L4 | Claudio Francisci    | 7           |
| Matra Sports                        | Matra-Ford     | MS7        | Ford Cosworth FVA 1.6 L4 | Jean-Pierre Beltoise | 1-2, 4-6    |
| Matra Sports                        | Matra-Ford     | MS7        | Ford Cosworth FVA 1.6 L4 | Henri Pescarolo      | 1-2, 5-6    |
| SpA Ferrari SEFAC                   | Ferrari        | Dino 166   | Ferrari Dino 166 1.6 V6  | Derek Bell           | 1, 3-4      |
| SpA Ferrari SEFAC                   | Ferrari        | Dino 166   | Ferrari Dino 166 1.6 V6  | Ernesto Brambilla    | 1-4         |
| SpA Ferrari SEFAC                   | Ferrari        | Dino 166   | Ferrari Dino 166 1.6 V6  | Clay Regazzoni       | 1-4         |
| Tecno Racing Team                   | Tecno-Ford     | 68 69      | Ford Cosworth FVA 1.6 L4 | François Cevert      | 1-6         |
| Tecno Racing Team                   | Tecno-Ford     | 68 69      | Ford Cosworth FVA 1.6 L4 | Nanni Galli          | 1-6         |
| Tecno Racing Team                   | Tecno-Ford     | 68 69      | Ford Cosworth FVA 1.6 L4 | Clay Regazzoni       | 6           |
| BB Racing Team                      | Tecno-Ford     | 69         | Ford Cosworth FVA 1.6 L4 | Max Büsch            | 1           |
| BB Racing Team                      | Tecno-Ford     | 69         | Ford Cosworth FVA 1.6 L4 | Günther Huber        | 5           |
| Frank Williams Racing Cars          | Tecno-Ford     | 69         | Ford Cosworth FVA 1.6 L4 | Alistair Walker      | 1-4         |
| Frank Williams Racing Cars          | Brabham-Ford   | BT23C BT30 | Ford Cosworth FVA 1.6 L4 | Piers Courage        | 1-2, 4, 6   |
| Frank Williams Racing Cars          | Brabham-Ford   | BT23C BT30 | Ford Cosworth FVA 1.6 L4 | Graham McRae         | 1, 4        |
| Frank Williams Racing Cars          | Brabham-Ford   | BT23C BT30 | Ford Cosworth FVA 1.6 L4 | Malcolm Guthrie      | 1-4         |
| Frank Williams Racing Cars          | Brabham-Ford   | BT23C BT30 | Ford Cosworth FVA 1.6 L4 | Derek Bell           | 7           |
| Frank Williams Racing Cars          | Brabham-Ford   | BT23C BT30 | Ford Cosworth FVA 1.6 L4 | Franco Barnabei      | 7           |
| The Paul Watson Racing Organisation | Brabham-Ford   | BT23C      | Ford Cosworth FVA 1.6 L4 | Bill Ivy             | 1, 3        |
| FIRST                               | Brabham-Ford   | BT30       | Ford Cosworth FVA 1.6 L4 | Peter Westbury       | All         |
| Montan Racing Team                  | Brabham-Ford   | BT23 BT23C | Ford Cosworth FVA 1.6 L4 | Werner Lindermann    | 1-3, 5, 7   |
| Montan Racing Team                  | Brabham-Ford   | BT23 BT23C | Ford Cosworth FVA 1.6 L4 | Bernd Terbeck        | 2-4, 6      |
| Squadra Tartaruga                   | Brabham-Ford   | BT23 BT23C | Ford Cosworth FVA 1.6 L4 | Xavier Perrot        | 1, 3, 5, 7  |
| Irish Racing Cars                   | Brabham-Ford   | BT23 BT30  | Ford Cosworth FVA 1.6 L4 | Tommy Reid           | 1, 7        |
| Irish Racing Cars                   | Brabham-Ford   | BT23 BT30  | Ford Cosworth FVA 1.6 L4 | Alan Rollinson       | 6-7         |
| Scuderia Picchio Rossa              | Brabham-Ford   | BT23       | Ford Cosworth FVA 1.6 L4 | Enzo Corti           | All         |
| Scuderia Picchio Rossa              | Tecno-Ford     | 68         | Ford Cosworth FVA 1.6 L4 | Carlo Facetti        | 6           |
| Ahrens Racing Team                  | Brabham-Ford   | BT30       | Ford Cosworth FVA 1.6 L4 | Kurt Ahrens, Jr.     | 1-3, 5      |
| Ecurie Ecosse                       | Brabham-Ford   | BT23C      | Ford Cosworth FVA 1.6 L4 | Graham Birrell       | 1, 4, 6     |
| BMW                                 | Lola-BMW       | T102       | BMW M11 1.6 L4           | Jo Siffert           | 1, 3        |
| BMW                                 | Lola-BMW       | T102       | BMW M11 1.6 L4           | Hubert Hahne         | 1-4         |
| BMW                                 | BMW            | 269        | BMW M11 1.6 L4           | Hubert Hahne         | 5-7         |
| BMW                                 | BMW            | 269        | BMW M11 1.6 L4           | Gerhard Mitter       | 3           |
| BMW                                 | BMW            | 269        | BMW M11 1.6 L4           | Dieter Quester       | 5, 7        |
| BMW                                 | BMW            | 269        | BMW M11 1.6 L4           | Jo Siffert           | 6           |
| Constructions Mechaniques Pygmée    | Pygmée-Ford    | MDB12      | Ford Cosworth FVA 1.6 L4 | Patrick Dal Bo       | 1, 3-4, 6-7 |
| Constructions Mechaniques Pygmée    | Pygmée-Ford    | MDB12      | Ford Cosworth FVA 1.6 L4 | Éric Offenstadt      | 1, 3-5      |
| Merlyn Racing Bob Gerard Racing     | Merlyn-Ford    | Mk 12      | Ford Cosworth FVA 1.6 L4 | Brian Hart           | 2, 6-7      |
| Merlyn Racing Bob Gerard Racing     | Merlyn-Ford    | Mk 12      | Ford Cosworth FVA 1.6 L4 | Robin Widdows        | 3-4         |
| Merlyn Racing Bob Gerard Racing     | Brabham-Ford   | BT23C      | Ford Cosworth FVA 1.6 L4 | Robin Widdows        | 6-7         |
| Merlyn Racing Bob Gerard Racing     | Brabham-Ford   | BT23C      | Ford Cosworth FVA 1.6 L4 | Brian Hart           | 5           |
| Midland Racing Team                 | Tecno-Ford     | 69         | Ford Cosworth FVA 1.6 L4 | Bruno Frey           | 2, 7        |
| Len Street Engineering              | Lotus-Ford     | 59B        | Ford Cosworth FVA 1.6 L4 | Max Mosley           | 3           |
| Alessandro de Tomaso                | De Tomaso-Ford | 103        | Ford Cosworth FVA 1.6 L4 | Jonathan Williams    | 5           |
| Alessandro de Tomaso                | De Tomaso-Ford | 103        | Ford Cosworth FVA 1.6 L4 | Jacky Ickx           | 6           |
| Alessandro de Tomaso                | De Tomaso-Ford | 103        | Ford Cosworth FVA 1.6 L4 | Piers Courage        | 7           |

## Courses de la saison 1969
| no | Date       | Épreuve                       | Lieu               | Vainqueur            | Voiture          | Équipe                | Résumé |
| -- | ---------- | ----------------------------- | ------------------ | -------------------- | ---------------- | --------------------- | ------ |
| 19 | 7 avril    | BARC 200                      | Thruxton           | Jochen Rindt         | Lotus-Cosworth   | Roy Winkelmann Racing | Résumé |
| 20 | 13 avril   | Trophée d'Allemagne           | Hockenheim         | Jean-Pierre Beltoise | Matra-Cosworth   | Matra Sports          | Résumé |
| 21 | 27 avril   | Grand Prix de l'Eifel         | Nürburgring        | Jackie Stewart       | Matra-Cosworth   | Matra International   | Résumé |
| 22 | 11 mai     | Grand Prix de Madrid          | Jarama             | Jackie Stewart       | Matra-Cosworth   | Matra International   | Résumé |
| 23 | 13 juillet | Flugplatzrennen               | Tulln-Langenlebarn | Jochen Rindt         | Lotus-Cosworth   | Roy Winkelmann Racing | Résumé |
| 24 | 24 août    | Grand Prix de la Méditerranée | Enna-Pergusa       | Piers Courage        | Brabham-Cosworth | Williams Racing       | Résumé |
| 25 | 12 octobre | Grand Prix de Rome            | Vallelunga         | Johnny Servoz-Gavin  | Matra-Cosworth   | Matra International   | Résumé |

Notes: Certaines courses se disputaient en deux manches. Ne sont indiqués dans ce tableau que les vainqueurs du classement cumulé.

## Classement des pilotes
| Rang | Pilote              | Pays        | Voiture                          | Écurie                             | Nombre de points |
| ---- | ------------------- | ----------- | -------------------------------- | ---------------------------------- | ---------------- |
| 1er  | Johnny Servoz-Gavin | France      | Matra-Cosworth                   | Matra International                | 37               |
| 2e   | Hubert Hahne        | Allemagne   | Lola-BMW                         | BMW                                | 28               |
| 3e   | François Cevert     | France      | Tecno-Cosworth                   | Tecno Racing                       | 21               |
| 4e   | Henri Pescarolo     | France      | Matra-Cosworth                   | Matra International                | 13               |
| 5e   | Peter Westbury      | Royaume-Uni | Brabham-Cosworth                 | FIRST                              | 11               |
| 5e   | Derek Bell          | Royaume-Uni | Ferrari Brabham-Cosworth         | Ferrari Williams Racing            | 11               |
| 7e   | Tino Brambilla      | Italie      | Ferrari                          | Ferrari                            | 8                |
| 8e   | Nanni Galli         | Italie      | Tecno-Cosworth                   | Tecno Racing                       | 8                |
| 9e   | Kurt Ahrens         | Allemagne   | Brabham-Cosworth                 | Ahrens Racing                      | 6                |
| 10e  | Clay Regazzoni      | Suisse      | Ferrari Tecno-Cosworth           | Ferrari Tecno Racing               | 5                |
| 11e  | John Miles          | Royaume-Uni | Lotus-Cosworth                   | Roy Winkelmann Racing              | 4                |
| 12e  | Alan Rollinson      | Royaume-Uni | Lotus-Cosworth Brabham-Cosworth  | Roy Winkelmann Racing Irish Racing | 4                |
| 13e  | Robin Widdows       | Royaume-Uni | Merlyn-Cosworth Brabham-Cosworth | Merlyn Racing Bob Gerard Racing    | 3                |
| 13e  | Xavier Perrot       | Suisse      | Brabham-Cosworth                 | Squadra Tartaruga                  | 3                |
| 15e  | Enzo Corti          | Italie      | Brabham-Cosworth                 | Scuderia Picchio Rossa             | 2                |
| 15e  | Malcolm Guthrie     | Royaume-Uni | Brabham-Cosworth                 | Williams Racing                    | 2                |
| 15e  | Franco Bernabei     | Italie      | Brabham-Cosworth                 | Williams Racing                    | 2                |
| 18e  | Werner Lindermann   | Allemagne   | Brabham-Cosworth                 | Montan Racing                      | 2                |
| 19e  | Patrick Dal Bo      | France      | Pygmée-Cosworth                  | Constructions mécaniques Pygmée    | 1                |
| 19e  | John Pollock        | Irlande     | Lotus-Cosworth                   | Team Ireland                       | 1                |

## Liste des Grands Prix disputés cette saison ne comptant pas pour le championnat de Formule 2
| Nom                                    | Circuit        | Date         | Vainqueur       | Constructeur  |
| -------------------------------------- | -------------- | ------------ | --------------- | ------------- |
| III Grand Prix de Madrid †             | Jarama         | 13 avril     | Bill Stone      | Brabham-Lotus |
| XXIX Grand Prix de Pau                 | Pau-Ville      | 20 avril     | Jochen Rindt    | Lotus-Ford    |
| VI Grand Prix de Limbourg              | Zolder         | 8 juin       | Jochen Rindt    | Lotus-Ford    |
| IV Rhein-Pokalrennen                   | Hockenheimring | 15 juin      | Brian Hart      | Brabham-Ford  |
| XI Gran Premio della Lotteria di Monza | Monza          | 22 juin      | Robin Widdows   | Brabham-Ford  |
| XXXV Grand Prix de Reims               | Reims-Gueux    | 29 juin      | François Cevert | Tecno-Ford    |
| XXXI Grand Prix d'Allemagne ‡          | Nürburgring    | 3 août       | Henri Pescarolo | Matra-Ford    |
| XXVIII Grand Prix d'Albi               | Albi           | 14 septembre | Graham Hill     | Lotus-Ford    |
| IV Flughafenrennen München-Neubiberg   | Neubiberg      | 26 octobre   | Peter Westbury  | Brabham-Ford  |

† – Course ouverte aux catégories F1, F2 et F5000.
‡ – Course ouverte aux catégories F1 et F2.